# Coppa Intercontinentale 2010 (hockey su pista)
La Coppa Intercontinentale 2010 è stata la 12ª edizione dell'omonima competizione di hockey su pista riservata alle squadre di club. Il torneo ha avuto luogo il 21 marzo 2010. Il trofeo è stato vinto dal Reus Deportiu per la prima volta nella sua storia.

## Squadre partecipanti
| Nazione   | Club           | Qualificazione                                      | Partecipazioni precedenti (il grassetto indica la vittoria) |
| --------- | -------------- | --------------------------------------------------- | ----------------------------------------------------------- |
| Argentina | Club Petrolero | Detentore del South American Club Championship 2008 | Esordiente                                                  |
| Spagna    | Reus Deportiu  | Detentore dell'Eurolega 2008-2009                   | Esordiente                                                  |

## Risultati
| Reus 21 marzo 2010 Finale | Club Petrolero | 1 – 4 | Reus Deportiu | Pavelló Olímpic de Reus |